# New Super Mario Bros.
New Super Mario Bros. (ニュー・スーパーマリオ ブラザーズ Nyū Sūpā Mario Burazāzu) er et platformspil udviklet og udgivet af Nintendo til Nintendo DS. Spillet er en fornyet og forbedret version af Super Mario Bros.-spillene. Man kan vælge mellem at styre enten Mario eller Luigi (som skal låses op) gennem 80 baner fordelt på otte verdener i Mushroom Kingdom. Spillets kamera synsvinkel er side-scrolling, hvilket betyder, at skærmen flytter sig, når enten Mario eller Luigi bevæger sig til højre eller venstre sider af spilskærmen.